# Hanson (Oklahoma)
Pour les articles homonymes, voir Hanson.
Hanson est une census-designated place du comté de Sequoyah, dans l'État d'Oklahoma, aux États-Unis. En 2020, elle compte une population de 58 habitants.